# Весела-Стража
Ве́села-Стра́жа (сербохорв. Vesela Straža, букв. «весёлая стража») — средневековый город-замок в Боснии (современный Бугойно), при боснийском короле Томаше служил королевской резиденцией. Сохранился в виде руин.

## История
Как город впервые упоминается в 1414 году в грамоте венгерской королевы Барбары. Располагался на левом берегу реки Дубоки, в средневековой жупе Ускопле, к югу от города Бугойно. Он находился на перекрёстке торговых путей, ведущих из Далмации в долину реки Врбас, и являлся важным торговым центром своего района. В 1450 году город служил резиденцией боснийского короля Томаша. Весела-Стража упоминается при ограблении каравана дубровчан в 1456 году. В 1463 году венгерский король Матьяш I подарил город боснийскому феодалу Владиславу Герцеговичу. В 1478 году во время завоевания Герцеговины турками была захвачена Весела Стража. В 1483 году Скендер-паша уступил город своему сыну или пасынку Мустай-бегу. Властельский замок имел размеры 45,5 м в длину и 10,5 м в ширину, с толщиною стен около метра.
Благодаря археологическим раскопкам, проводившимся здесь в 1980-е годы, было установлено, что на месте средневекового города ранее существовало доисторическое поселение. «Старый город Весела-Стража» отнесён к национальным памятникам Боснии и Герцеговины.